# میدینتس
میدینتس (به چکی: Měděnec) یک منطقهٔ مسکونی در جمهوری چک است که در ناحیه خوموتوو واقع شده‌است. میدینتس ۱۲٫۸ کیلومتر مربع مساحت و ۱۴۹ نفر جمعیت دارد و ۸۴۵ متر بالاتر از سطح دریا واقع شده‌است.